# 牧野くるみ
牧野 くるみ（まきの くるみ、1990年3月3日 - ）は、日本のAV女優。

## プロフィール
趣味は料理。

## 略歴
秋田県出身。2008年にAVデビュー。

## 作品

### アダルトビデオ
2008年
- ULTRA BIG TITS 36（2008年10月10日、プレステージ）
- ミスキャンパス通信 04（2008年10月10日、フルセイル）
- るみ（2008年12月13日、無垢）
- 94cmHcup KURUMI（2008年12月19日、OPPAI ［おっぱい］）
- Hカップボイン素人ナマ中出し さゆり（2008年12月19日、胸キュン喫茶）※さゆり名義
- その娘、爆乳につき ～狙われたHカップ94cm 牧野くるみ～（2008年12月19日、チェリーズ）

2009年
- 素人娘生アニベサリオ くるみ19歳 女子大生 Hカップ（2009年2月20日、AVANTGARDE）
- 全裸系巨乳水泳部チチショー2（2009年3月7日、プレミアム）…共演:真田春香、辻さき、七瀬ゆうり、桃咲まなみ
- 下級生 僕の妹は、Hカップ 牧野くるみ（2009年3月15日、NON）
- kawaii*girl26 牧野くるみ（2009年3月25日、kawaii*）
- 明るい家族計画（2009年4月19日、ROOKIE）…共演:石橋ゆう子、川上ゆう、吉沢みなみ
- イイ女欲張りセレクト!!責め好きナイスボディお姉さん Blu-ray Re-MIX！！（2009年4月24日、クリスタル映像）…他出演:羽田夕夏、東野愛鈴、菜菜美ねい、あすかみみ、月島愛
- エロいい女（2009年4月24日、ケイ・エム・プロデュース）…他出演:羽田夕夏、加藤ツバキ、あすかみみ
- kawaii*女学園パラダイス♥美少女14人6時間SP（2009年4月25日、kawaii*）…共演:愛斗ゆうき、星空みちる、鈴木さとみ、吉沢みなみ、横山美雪、他8人
- ボディコンバニー☆激揉みカフェ (2009年5月5日、ワープエンタテインメント)
- 揉みまくり美乳Hカップ (2009年5月13日、マルクス兄弟)
- 極嬢GIRLS (2009年5月19日、Yellow) 共演:櫻井ゆうこ、鮎川なお
- 素人援交生中出し 059 (2009年5月31日、プラム)
- しばられたい わたし、ただのオモチャで、いいんです。くるみ (2009年6月15日、ドリームチケット)
- 近親相姦 巨乳娘と義父 (2009年6月18日、ヒビノ)
- みるスポ! × 真正中出しの絶対アングル (2009年8月7日、みるきぃぷりん♪)
- Hカップと制服（女子校生）と中出し (2009年8月15日、NON)